# 鏽色毛鼻鯰
鏽色毛鼻鯰（学名：Trichomycterus rubiginosus）為輻鰭魚綱鯰形目毛鼻鯰科的其中一種，為亞熱帶淡水魚，分布於南美洲巴西淡水流域，棲息在底層水域，生活習性不明。
其种加词“Rubiginosus”意为“锈色的”。